# Xã Hartland, Quận Beadle, South Dakota
Xã Hartland (tiếng Anh: Hartland Township) là một xã thuộc quận Beadle, tiểu bang Nam Dakota, Hoa Kỳ. Năm 2010, dân số của xã này là 117 người.